# مجزرة عائلة الغول (أكتوبر 2023)
مجزرة عائلة الغول (أكتوبر 2023) هي عدة مجازر ارتكبها سلاح الجوّ الإسرائيلي حينما أغارَ على مخيم الشاطئ هو مخيم فلسطيني يقع غرب مدينة غزة على شاطئ بحر غزة. حيثُ أنه ومع بداية عملية طوفان الأقصى في 7 أكتوبر 2023 قام سلاح الجو بشن سلسلة غارات على كافة مناطق مخيم الشاطئ. هذه المجازر من ضمن عدة مجازر وقعت خلال عملية طوفان الأقصى. تسبّبت هذه المجازر الإسرائيليّة والتي استهدفت المربعات السكنية لعائلة الغول إلى استشهاد أكثر من 39 شهيداً من عائلة الغول.

## خلفية الحدث
في ساعاتِ الصباح الأولى من يوم السابع من أكتوبر 2023 أطلقت حركة المقاومة الإسلامية حماس عبر ذراعها العسكري كتائب الشهيد عز الدين القسام عملية طوفان الأقصى وذلك ردًا على الاعتداءات الإسرائيلية وتدنيس الأقصى والاستمرار في الاستيطان كما أكّد على ذلك محمد الضيف القائد العام للقسّام والذي أعطى إشارة انطلاق العمليّة التي شهدت اقتحامًا من المقاومين لمستوطنات غلاف غزة ونجحوا في قتلِ عدد كبيرٍ من الجنود الإسرائيليين، وأسر عشرات آخرين كما استطاعوا خلال ساعات قطع عشرات الكيلومترات ووصلوا لمستوطنات أبعد من تلك المحيطة والقريبة من قطاع غزة.
استمرَّت الاشتباكات بين الجيش الإسرائيلي وبين المقاومين في عديد من المستوطنات وعلى رأسها مستوطنة سديروت. الرد الإسرائيلي على هذه العمليّة جاء من خلال شنّ سلاح الجو الإسرائيلي عشرات الغارات العشوائيّة على القطاع متسبّبة في مقتل عشرات المدنيين وتدمير البنية التحتية لمدن القطاع، ليصل حد فرض إغلاق شامل وقطع متعمد لكل الخدمات من ماء وكهرباء وغاز، وهو ما هدَّد حياة أكثر من مليونَي فلسطيني يعيشُ داخل القطاع الذي يُعاني أصلًا من تبعات الحصار الخانق عليهم منذ ستة عشر عاماً.

## المجزرة
بالتزامن مع عملية طوفان الأقصى قامت طائرات الاحتلال الإسرائيلي بقصف كافة أرجاء المربع السكني الخاص بعائلة الغول في مخيم الشاطئ الواقع في غرب مدينة غزة على شاطئ بحر غزة. حيثُ شنت الطائرات غارات جوية مكثفة في كافة أنحاء المخيم، والتي طالت المربع السكني الخاص بالعائلة. وتمكنت سيارات الإسعاف والدفاع المدني من انتشال جثامين 39 مواطناً من عائلة الغول، ومعظمهم أطفال ونساء إضافة إلى عشرات الجرحى وعشرات المفقودين.

## الضحايا
1. ماجد محمد محمود الغول
2. نجاح خالد سالم الغول
3. هناء ماجد محمد الغول
4. إسراء ماجد محمد الغول
5. أمجد محمد ماجد الغول
6. وفاء ضيف الله (الغول)
7. رهف أمجد ماجد الغول
8. مريم أمجد ماجد الغول
9. ماجد أمجد ماجد الغول
10. محمد ماجد محمد الغول
11. إسراء شوقي زكي الغول
12. كريمة محمد ماجد الغول
13. محمد إبراهيم حسن الغول
14. ميساء ماجد محمد الغول
15. سامي محمد إبراهيم الغول
16. سالي محمد إبراهيم الغول
17. سما محمد إبراهيم الغول
18. ساندي محمد إبراهيم الغول
19. سامي نافذ محمد الغول
20. نافذ سامي نافذ الغول
21. ملك سامي نافذ الغول
22. فادي محمود عبد القادر الغول
23. فاطمة زكي مصطفى الغول
24. حشمة (فريال) زكي مصطفى الغول
25. شوقي زكي مصطفى الغول
26. جمالات محمود عبد القادر الغول
27. عبد الله شوقي زكي الغول
28. نجلاء شوقي زكي الغول (زوجة عمر وإبنها وبنتها)
29. محمد عمر نافذ الغول
30. فاطمة عمر نافذ الغول
31. نور عائد زكي الغول
32. أمل مدحت عبد الجواد الغول وأبنها وحفيدتها
33. أيهم أحمد هارون عريف
34. أمل أيهم أحمد عريف
35. ولاء ماجد محمد عريف (الغول) وبناتها
36. أمل فلسطين أيهاب أحمد عريف
37. سوار إيهاب أحمد عريف
38. محمد شوقي زكي الغول
39. عمر نافذ محمد الغول